# Sceloporus magister
Sceloporus magister là một loài thằn lằn trong họ Phrynosomatidae. Loài này được Hallowell mô tả khoa học đầu tiên năm 1854.

## Hình ảnh

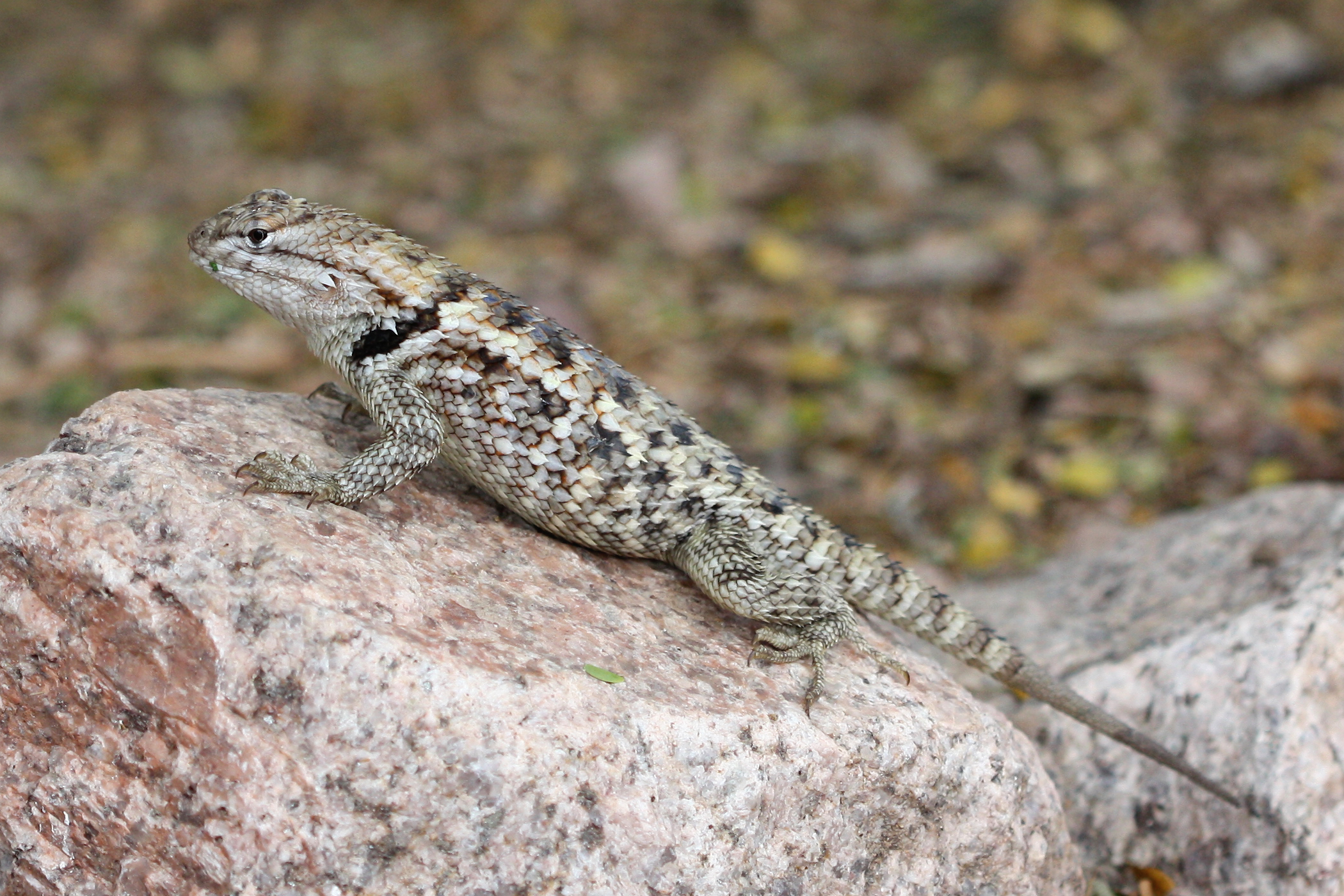
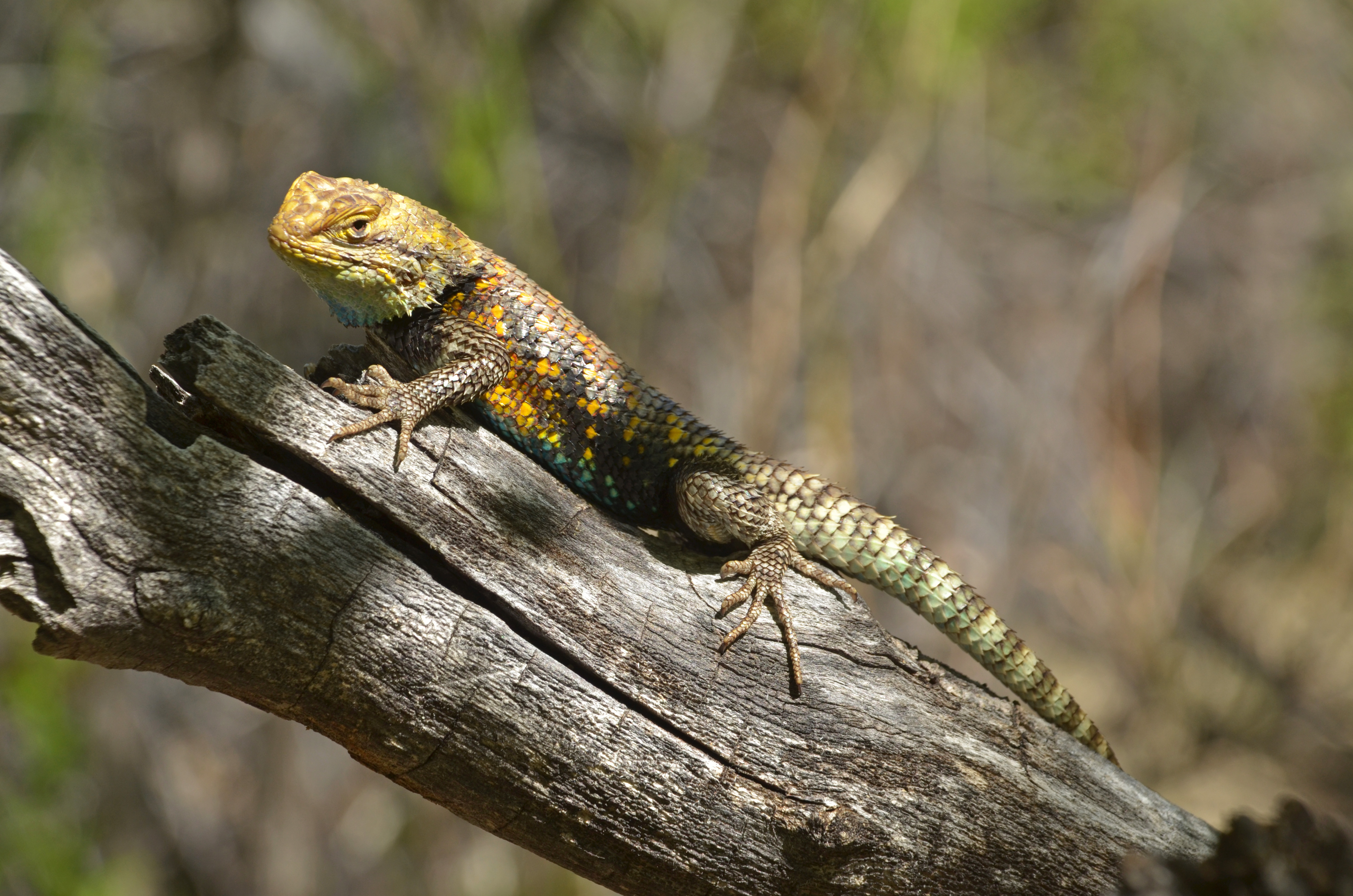
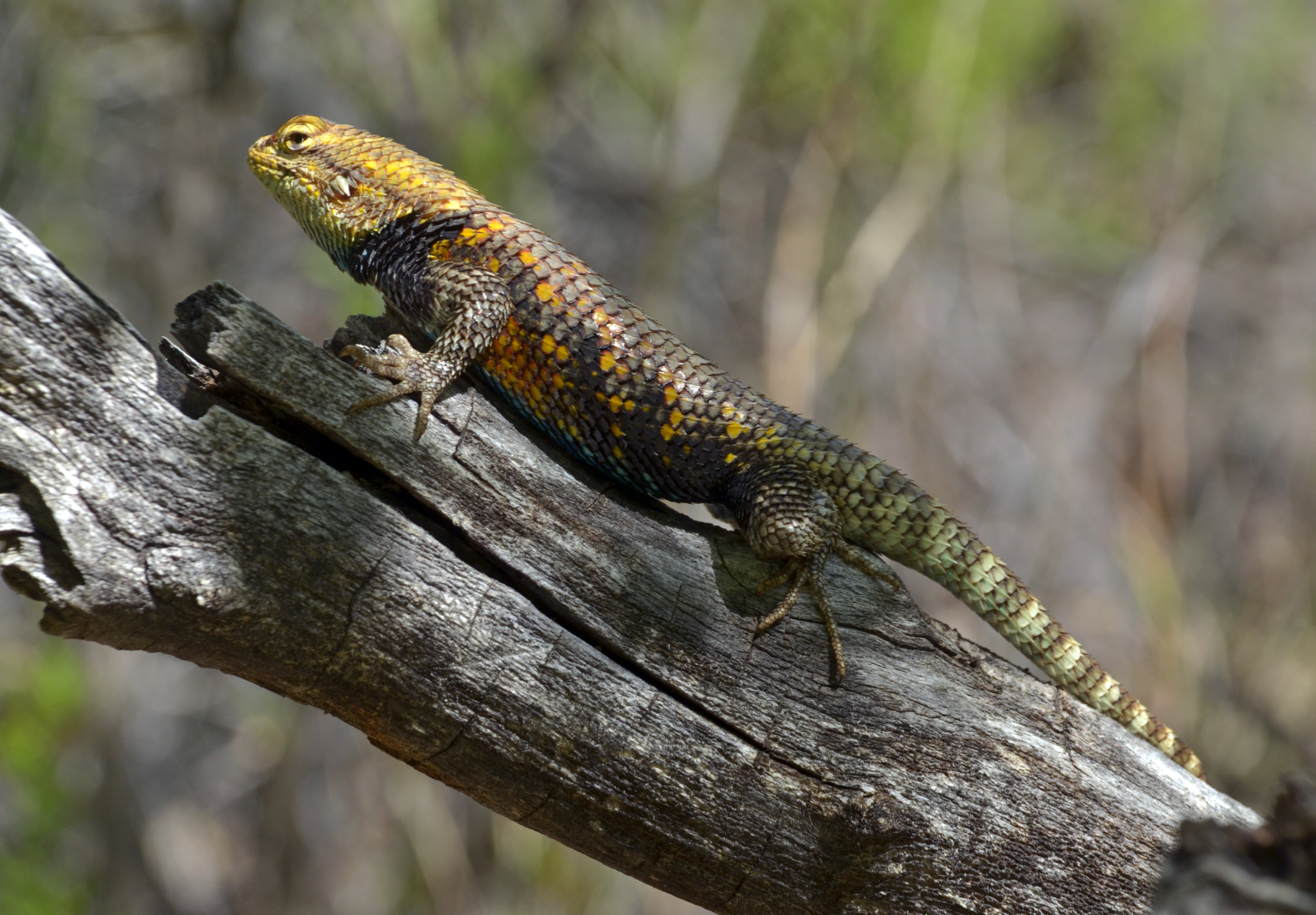
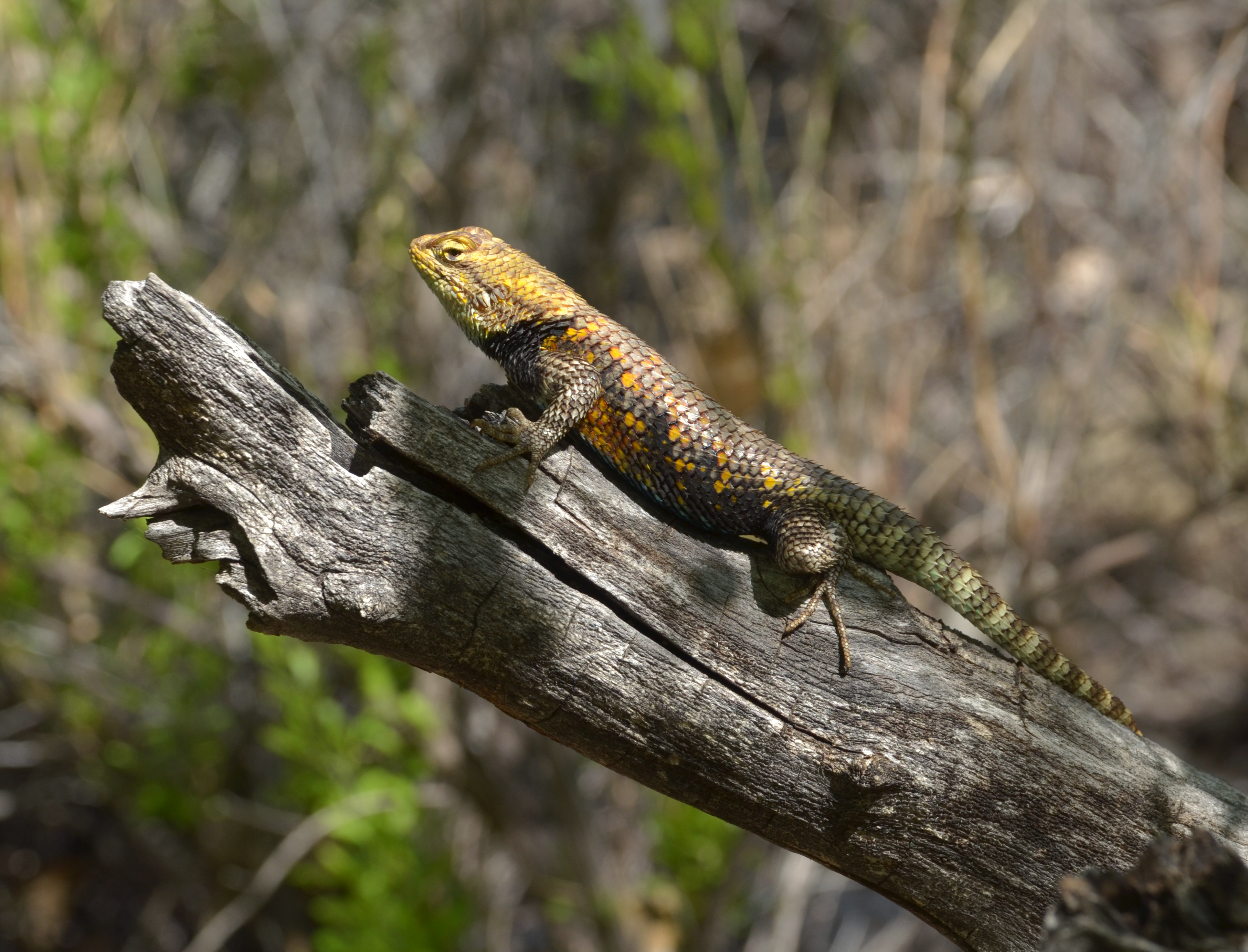